# Helge Schrøder
Helge Schrøder   (Horsens, 27 de novembre de 1924 - Jonstorp, 2 de març de 2012) fou un remer danès que va competir durant les dècades de 1940 i 1950.
El 1948 va prendre part en els Jocs Olímpics de Londres, on guanyà la medalla de plata en la prova del quatre sense timoner del programa de rem. Formà equip amb Helge Halkjær, Aksel Bonde Hansen i Ib Storm Larsen. Quatre anys més tard, als Jocs de Hèlsinki, quedà eliminat en semifinals en la prova del vuit amb timoner del programa de rem.
En el seu palmarès també destaquen tres medalles al Campionat d'Europa de rem, una d'or en la prova de quatre sense timoner de 1953 i dues de plata en el vuit amb timoner, el 1950 i 1951.